# 桝川譲治
桝川 譲治（ますかわ じょうじ、1954年9月29日 - )　は日本の俳優、演出家。東京都出身。(有)ジョーズカンパニーを主宰している。日本体育大学荏原高等学校卒業。

## 人物
高校在学中、スター誕生!に出場。第3回決勝大会に進むも、スカウトには至らなかった。同回出場には、鷲と鷹、最上由紀子がいた。
1973年、高校3年生の時にNHKのヤング101の第四期生となりNHK総合テレビジョンの音楽番組『ステージ101』にレギュラー出演した。
1980年にオーデイションに合格してロック・ミュージカル『ヘアー』にて主演バーガー役でデビューする。その後は舞台と歌番組を中心に活動。
1983年に劇団四季に入団。7年間在籍した劇団四季では『キャッツ』のオリジナルキャストとして活躍。『コーラスライン』などにも主要な役で出演。退団後も20余年を経て、30年ぶりに劇団四季『アラジン』等にも出演している。
1995年には主宰するジョーズカンパニーを旗揚げし、オリジナルミュージカルを制作している。子役として出演した山崎育三郎、生田絵梨花は、日本のミュージカル界を代表する俳優へ成長している。
現在も俳優の傍ら演出家としても活動している。

## 出演作品・舞台
- 『ヘアー』バーガー役（1980年 西武劇場＆サンシャイン劇場）
- 『Mr.レディ Mr.マダム』ジャコブ役（1981年 サンシャイン劇場）
- 『キャッツ』 ラム・タム・タガー役、タンブルブルータス役（1983年 1984年 キャッツ・シアター）
- 『ジーザス・クライスト・スーパースター』鞭打ちソルジャー役（1984年 日生劇場 他全国公演）
- 『コーラスライン』ダン役（1985年 日生劇場＆近鉄劇場 他全国公演）
- 『カルメン』リリアス・パスチャ役（1989年 青山劇場）
- 『アプローズ』ピーター役（梅田コマ劇場）
- 『ウィンド・インザ・ウィロー』イタチの親分役（青山劇場）
- 『キャバレー』マックス役（シアターアプル 他全国公演）
- 『紳士は金髪がお好き』ジッパー王役（博品館劇場）
- 『アニー』ルースター役（1995年・1996年 青山劇場）
- 『銀河鉄道の夜』鳥捕り役（1996年 東京芸術劇場中ホール）
- 『シェルブールの雨傘』オーバン役（1997年 博品館劇場、2000年 グローヴ座）
- 『黒蜥蜴』青年役（1997年 青山劇場）
- 『ルパン3世』暗殺組織のボス役（1998年 サンシャイン劇場）
- 『ファンタスティックス』ハックルベリー役（全国公演）
- 『森は生きている』老兵役（2003年 アートスフィア）
- 『白蛇伝』 法界役（2006年 ル・テアトル銀座）
- 『魔法使いサリー』[5] 帝王パパ役（2008年 博品館劇場）
- 『アラジン』 ジャファー役（2017年 電通四季劇場［海］）

## ＴＶ・ラジオ
- NHKテレビ『ステージ101』 – ヤング101（1973年10月21日 - 1974年3月31日）
- フジテレビ『あなただけ見えない』 間宮幸太郎役（1992年）
- 日本テレビ『西遊記』（1993年）
- テレビ朝日『土曜ワイド劇場・瀬戸内海殺人海流』（1993年）
- NHK・FMシアター『冒険者たち』（1994年）

## 演出・振付作品
- ミュージカル『ココ・スマイル』『フレンズ』博品館劇場、新国立劇場、スペース・ゼロ、シアターサンモール 他
- NHKテレビ『おかあさんといっしょ』ファミリーコンサート NHKホール
- オフ・オフ・パフォーマンス『ラブリーズ』『フラッパーズ』下北沢 小劇場 楽園
- ミュージカル『マイソング」『シュガー』相鉄本多劇場、「劇」小劇場
- ミュージカル『森は生きている』2003年 アートスフィア
- ミュージカル『魔法使いサリー』2008年 博品館劇場